# Amiota trifurcata
Amiota trifurcata är en tvåvingeart som beskrevs av Toyohi Okada 1968. Amiota trifurcata ingår i släktet Amiota och familjen daggflugor. Inga underarter finns listade i Catalogue of Life.